# 三忠廟 (臺灣)
25°02′05″N 121°51′53″E / 25.034776°N 121.864743°E
三忠廟，又稱三公廟，位於臺灣新北市雙溪區雙溪里，為臺灣唯一主祀文天祥、陸秀夫、張世傑的廟宇。

## 沿革
福建省漳州府長泰縣江都村的連姓家族以文天祥、陸秀夫、張世傑為祭祀對象。乾隆四十六年（1781年），連元喬從江都村攜帶文天祥神像，渡海來臺灣的雙溪墾拓。
傳說當時連元喬背著的文天祥神像的背帶突然斷裂，他以石頭擲筊詢問是否神明想留在雙溪，結果擲出三聖筊，讓他更加堅定在當地開墾。當時漢族入墾雙溪後意外發現此地擁有豐富的煤礦，鄰近民眾得知也聞風而至。
原先只祭祀文天祥神像，後經眾議再塑陸秀夫、張世傑二公神像，原先神像奉祀於私宅，其後逐漸成為雙溪的信仰中心。同治年間，連元喬子孫連日春，倡建新廟並捐贈土地，加上宗親連泰和出資、信眾響應，廟於同治七年（1868年）落成，並重塑三公神像，名為「三忠廟」。
1967年與1984年重新整修，1990年廟身翻修時加掛文天祥的《正氣歌》及忠孝金匾。廟內有江都連氏宗親連震東所贈匾額、與張世傑後代所繪贈張世傑畫像等相關紀念文物。廟內四座香爐和龍柱都是以樟木浮雕而成。

## 祭祀
文天祥、陸秀夫、張世傑合稱作「宋末三傑」，信徒則尊稱為「三公」、「三忠公」，廟名又稱「三公廟」。該廟為2014年、2015、2017等年報導中，全臺灣唯一供奉這三人的宗教場所。此外，馮鵬年在1984年認為這間在雙溪村的三忠廟，大概是臺灣唯一座祭拜文天祥的廟宇。廟方每年會聘請老師傅到雙溪山上採集黑瓦藤，搭配少許檀香粉作香燃燒來供奉文天祥，稱為「通天香」。信徒相信拜文天祥對學業有幫助。
每十二年廟方會舉行大拜拜，如1952年報導該鄉在該年11月1日家家戶戶宴請賓客。也奉祀三代祖師、天上聖母、關聖帝君、開漳聖王、延平郡王、釋迦牟尼佛、觀音佛祖等神像。媽祖神像為居民自北投關渡宮、彰化南瑤宮、北港朝天宮、新港奉天宮、湄洲媽祖祖廟等媽祖廟分靈，也會在該村落舉行媽祖遶境。
2017年報導時，三忠廟主委連隆盛表示，這幾年將三忠信仰推廣至廈門、馬來西亞等地。

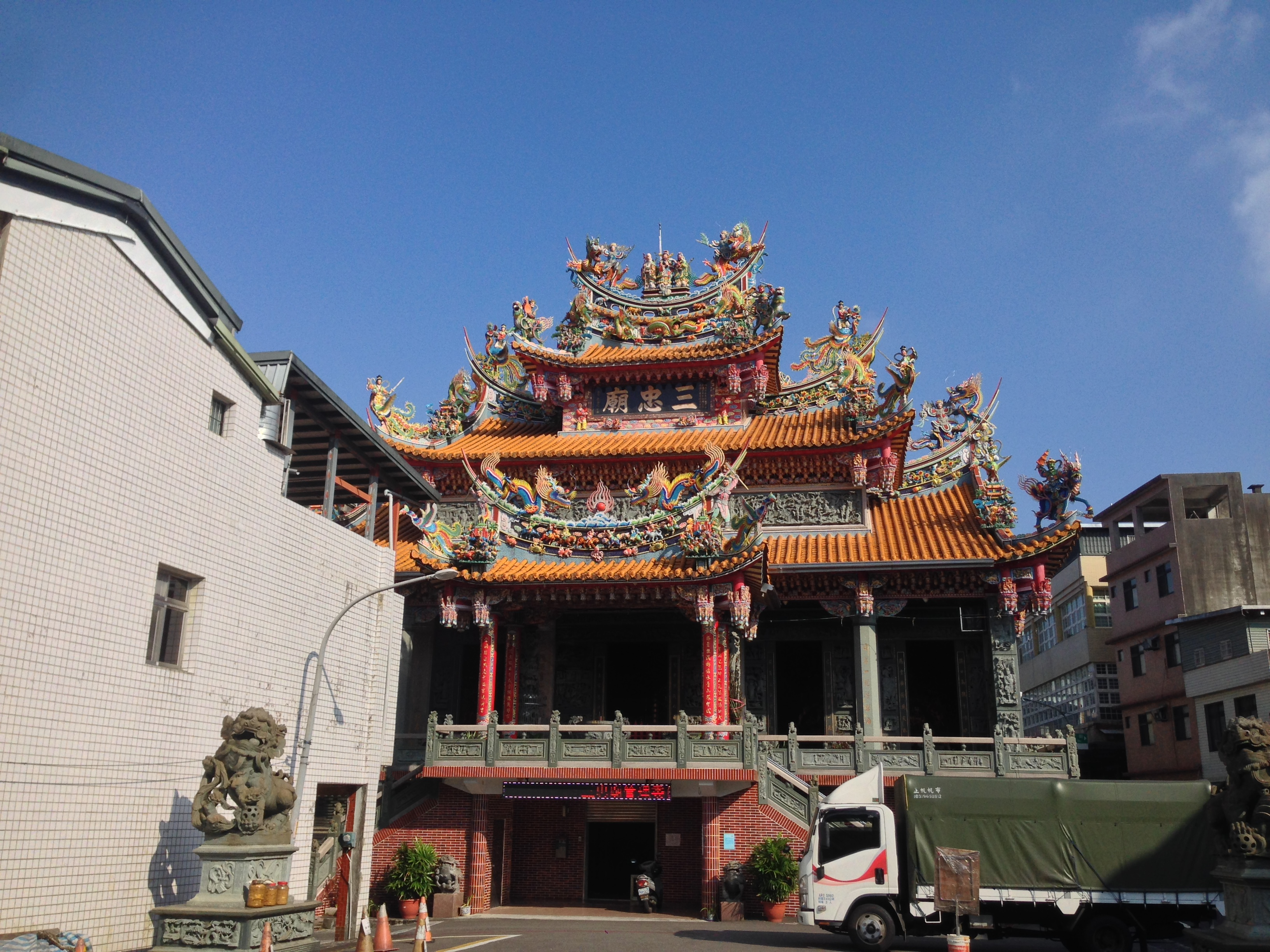
廟身
門牌為長安街15號。
沿革
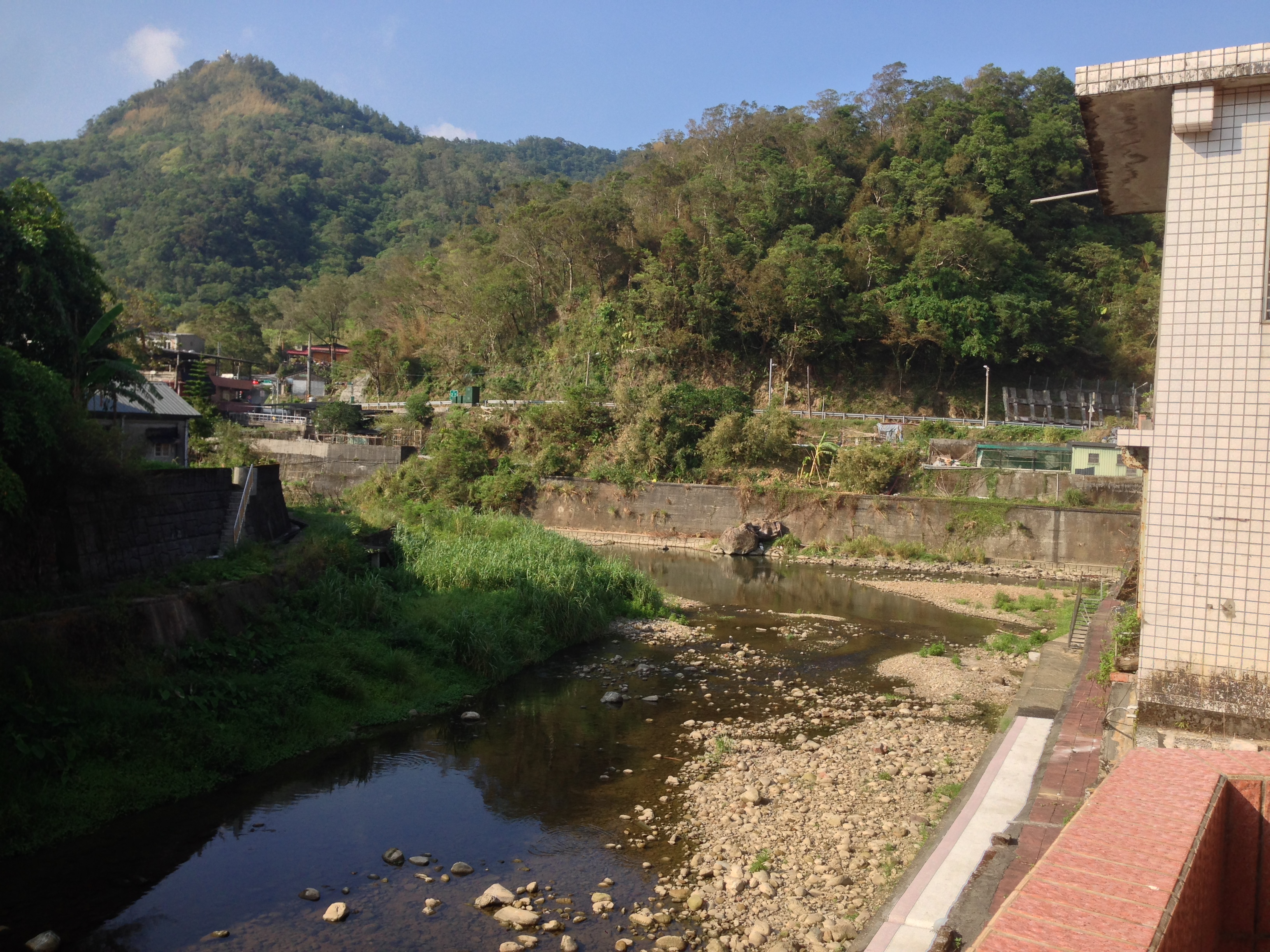
廟埕前為雙溪流域的牡丹溪與平林溪匯流處。